# Vittorio Francesco Viola

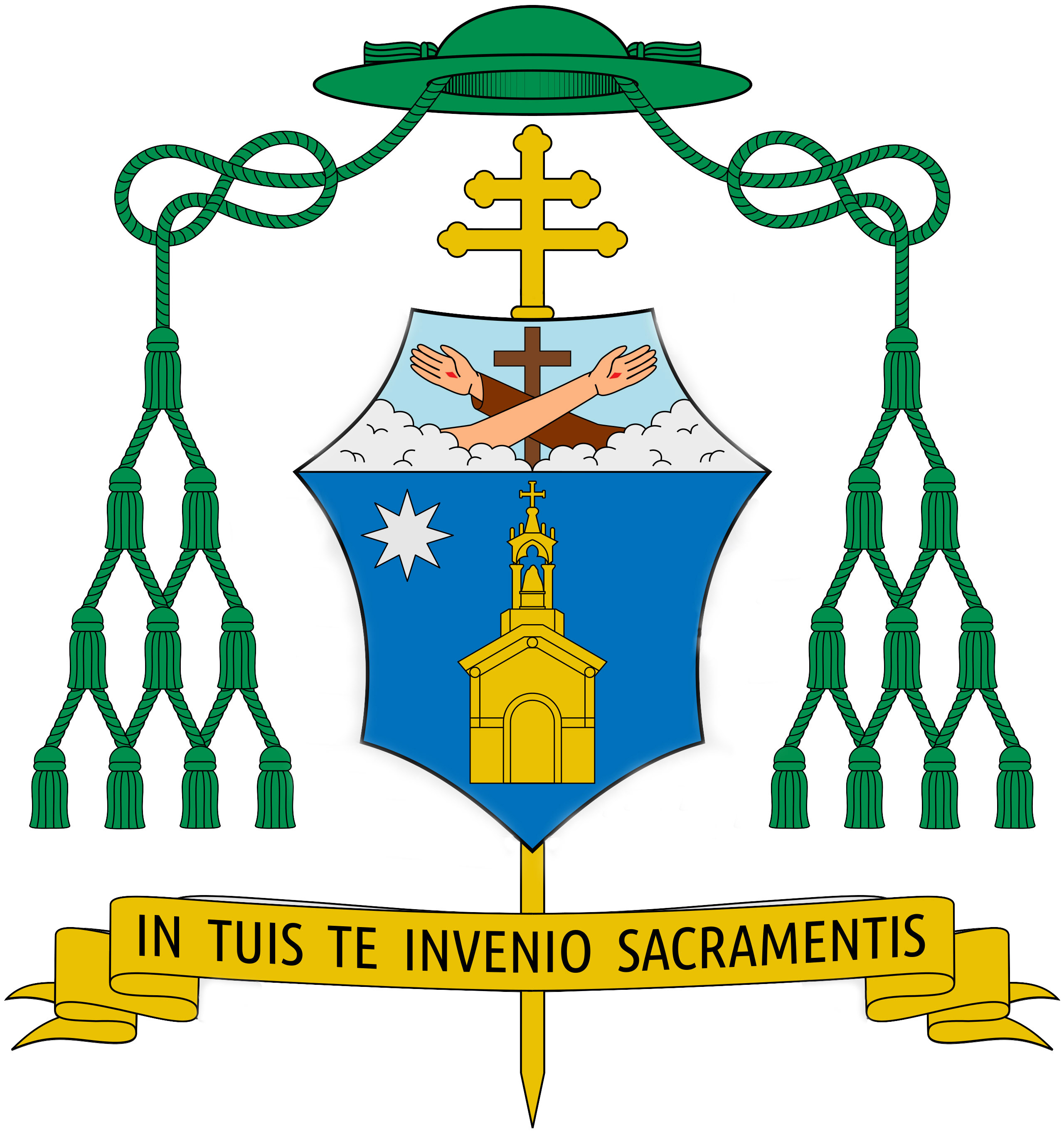
Wappen von Vittorio Francesco Viola als Kurienerzbischof

Vittorio Francesco Viola OFM (* 4. Oktober 1965 in Biella, Italien) ist ein italienischer Ordensgeistlicher, römisch-katholischer Erzbischof und Sekretär des Dikasteriums für den Gottesdienst und die Sakramentenordnung.

## Leben
Vittorio Francesco Viola trat dem Franziskanerorden bei und legte am 14. September 1991 die feierliche Profess ab. Er empfing am 3. Juli 1993 in der Patriarchalbasilika Basilika Santa Maria degli Angeli (Assisi) die Priesterweihe durch Weihbischof Luca Brandolini aus Rom.
Er studierte Liturgiewissenschaft am Päpstlichen Athenaeum Sant’Anselmo, wo er zunächst das Lizenziat erwarb und im Jahr 2000 zum Doctor theologiae promoviert wurde. Neben verschiedenen Aufgaben im Orden und im Bistum Assisi-Nocera Umbra-Gualdo Tadino lehrte er Liturgiewissenschaft, unter anderem am Päpstlichen Athenaeum Sant’Anselmo sowie am Theologischen Institut in Assisi. Bis 2014 war er für die Diözesancaritas in Assisi verantwortlich und war Kustos des Protokonvents von Portiuncula, des „Mutterhauses“ des Franziskanerordens.
Papst Franziskus ernannte ihn am 15. Oktober 2014 zum Bischof von Tortona. Die Bischofsweihe spendete ihm der Bischof von Assisi-Nocera Umbra-Gualdo Tadino, Erzbischof Domenico Sorrentino, am 7. Dezember desselben Jahres; Mitkonsekratoren waren der Erzbischof von Perugia-Città della Pieve, Gualtiero Kardinal Bassetti, und sein Amtsvorgänger Martino Canessa.
Papst Franziskus ernannte ihn am 27. Mai 2021 zum Sekretär der Kongregation für den Gottesdienst und die Sakramentenordnung und wies ihm als emeritiertem Bischof von Tortona den Titel eines Erzbischofs zu.